# Antarchaea muraenula
Antarchaea muraenula är en fjärilsart som beskrevs av Hans Daniel Johan Wallengren 1875. Antarchaea muraenula ingår i släktet Antarchaea och familjen nattflyn. Inga underarter finns listade i Catalogue of Life.